# GVAV-Rapiditas
GVAV-Rapiditas is een op 26 januari 1921 opgerichte omnisportvereniging uit stad Groningen, provincie Groningen, Nederland. De club telt afdelingen voor amateurvoetbal, gymnastiek, triatlon en trimmen. Tot 2003 werd er ook atletiek bedreven. De kleuren van GVAV-Rapiditas zijn blauw, wit en rood.
Het enige standaardelftal van de club in het seizoen 2022/23 speelt in de Eerste klasse zondag van het KNVB-district Noord. Uit de in 1965 opgerichte betaaldvoetbal-tak van GVAV is FC Groningen voortgekomen.

## Geschiedenis

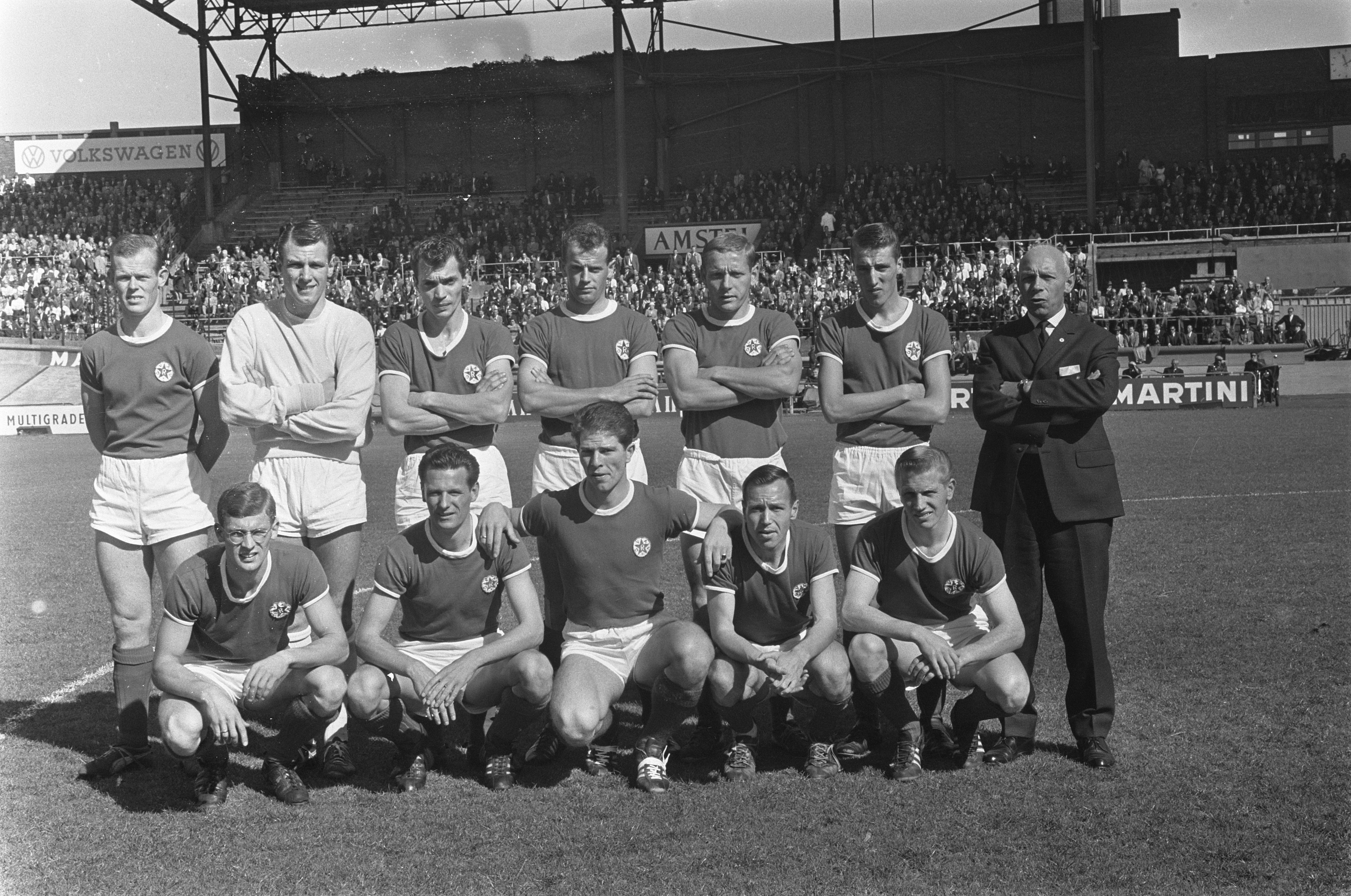
GVAV in 1964: Van Leeuwen; Petterson en Van Vlierden; Koeman, Renders en Fransen; Kooistra, Van Tilburg, La Crois, Alma en Bosschieter

GVAV (Groninger Voetbal en Atletiek Vereniging) werd opgericht in 1915. De atletiekvereniging Rapiditas volgde in 1917. Beide verenigingen fuseerden op 26 januari 1921 onder de nieuwe naam Groningse sportvereniging GVAV-Rapiditas, waarvan het lidmaatschap alleen opengesteld was voor mannen. Pas in de jaren zeventig werd de club ook opengesteld voor vrouwelijke sporters.
De nieuwe vereniging bestond uit een aantal afdelingen, zoals atletiek, boksen, gymnastiek, voetbal en zwemmen. Ook werd er enige tijd rugby gespeeld. In al deze takken van sport werden vele sportieve successen geboekt, waardoor GVAV-Rapiditas een bekende naam werd in Nederland.
Vooral op voetbalgebied stootte de club door tot het hoogste niveau. In 1940 won GVAV het Noordelijk kampioenschap voetbal. Tussen 1938 en 1943 wonnen ze ook zes jaar op rij de Groninger Dagbladbeker. Later, na de invoering van het betaald voetbal, kwam het uit in de landelijke eredivisie. Uiteindelijk werd in 1965 besloten tot de oprichting van de Stichting Betaald Voetbal GVAV. Toen deze SBV in 1971 promoveerde naar de Eredivisie werd de naam veranderd in FC Groningen.
In 1997 is de organisatie van GVAV-Rapiditas gewijzigd. De oude vereniging GVAV-Rapiditas werd de Sportfederatie GVAV-Rapiditas met een aantal afdelingen die min of meer zelfstandige verenigingen werden: gymnastiek, triatlon, voetbal en de trimgroep. De afdeling atletiek fuseerde in 2003 met ARGO'77 tot Groningen Atletiek. In september 2004 is besloten de federatie op te heffen. Op voorzittersniveau blijft er wel overleg bestaan.
GVAV-Rapiditas biedt sinds jaar en dag onderdak aan de vrouwenvoetbalvereniging DIVA '83.

## Amateurvoetbal
GVAV-Rapiditas is de op een na grootste voetbalvereniging van de stad Groningen. Het heeft de volgende teams: 2 Jo19 teams, 4 Jo17 teams, 2 Mo17 teams, 6 Jo15 teams, 2 Mo15 teams, 5 Jo13 teams, 1 Jo12 team, 1 Mo12 team, 5 Jo11 teams, 5 Jo10 teams, 2 Jo9 teams, 3 Jo8 teams en 2 Jo7 teams. Verder heeft GVAV-Rapiditas een vrouwenvoetbalteam, vier zaterdag seniorenteams en vijf zondagseniorenteams.
De vereniging speelde vroeger op het Oosterpark, later op het Van Starkenborghcomplex en sinds 1999 op het sportpark Kardinge.

### Zaterdag
Het standaardelftal in de zaterdagafdeling speelde laatstelijk in het seizoen 2017/18, waar het uitkwam in de Vijfde klasse van het KNVB-district Noord.

#### Competitieresultaten 2010–2018
| 5 6C |

| 4 5F |

| 4 5F |

| 5 5F |

| 7 4C |

| 11 4C |

| 5 5D |

| 9 5A |

| 13 5D |

| Vierde klasse |
| Vijfde klasse |
| Zesde klasse  |

### Zondag
Het standaardelftal in de zondagafdeling speelt in het seizoen 2020/21 in de Tweede klasse van het KNVB-district Noord.

#### Competitieresultaten 1920–heden
| 2 |

| 4 3A |

| 2 3A |

| 1 3A |

| 4 2A |

| 3 2B |

| 1 2B |

| 6 |

| 8 |

| 8 |

| 6 |

| 8 |

| 3 |

| 7 |

| 3 |

| 2 |

| 4 |

| 3 |

| 2 |

| 2 |

| 1 |

| 6 |

| 2 |

| 4 |

| 9 |

|  |

| 2 |

| 3 |

| 3 |

| 8 |

| 2 |

| 5 1A |

| 11 1A |

| 8 1A |

| 8 1B |

|  |

|  |

|  |

|  |

|  |

|  |

|  |

|  |

|  |

|  |

|  |

| 1 4D |

| 4 3B |

| 2 3B |

| 2 3B |

| 2 3B |

| 3 3D |

| 1 3D |

| 10 2A |

| 10 2A |

| 7 2A |

| 11 2A |

| 2 3D |

| 4 3D |

| 8 3D |

| 3 3D |

| 5 3D |

| 7 3B |

| 5 3B |

| 1 3B |

| 10 2A |

| 9 2A |

| 8 2A |

| 5 2A |

| 3 2A |

| 7 2A |

| 9 2A |

| 12 2A |

| 5 3B |

| 7 3D |

| 2 3B |

| 3 3B |

| 3 3A |

| 2 3B |

| 1 3C |

| 11 2L |

| 3 3C |

| 3 2L |

| 6 2L |

| 8 2L |

| 11 2L |

| 5 3C |

| 3 3C |

| 1 3C |

| 2 2K |

| 10 1F |

| 6 1F |

| 10 1F |

| 8 1F |

| 8 1F |

| 11 1F |

| 6 2L |

| 8 2L |

| 4 2K |

| 8 2K |

| -- 2L |

| -- 2L |

| 1 2L |

| 4 1E |

| 1J |

| Eerste klasse | Tweede klasse | Derde klasse | Vierde klasse |

In elke staaf van de grafiek staat van boven naar beneden vermeld: 
- Eindnotering

Dit is de positie die de club heeft bereikt in de competitie, zonder eventuele beslissings-, play-off- of nacompetitiewedstrijden die nodig zijn geweest om bijvoorbeeld de kampioen van de competitie te bepalen.
Indien een * achter het getal staat is de notering een tussenstand en kan het zijn dat de notering niet overeenkomt met de uiteindelijke eindstand van de competitie.
Staat er een - dan is het seizoen nog bezig en is er geen definitieve uitslag bekend.
Staat er xx op de positie van de notering, dan heeft de club vroegtijdig de competitie verlaten. Dit kan onder andere komen door terugtrekking van het team, faillissement van de club of door een uitgedeelde straf van de KNVB. In veel gevallen staat elders in het artikel de reden vermeld.
Staat er een ? dan is het resultaat uit het verleden onbekend, en is alleen de competitie of het niveau bekend van dat seizoen.
In de seizoenen 2019/20 en 2020/21 werd wegens de coronacrisis het amateurvoetbal afgebroken. Daardoor kennen deze staven geen eindklassering (middels -- weergegeven).
- Competitieniveau en afdelingsletter of Officiële eindstand Eredivisie
  - Competitieniveau en afdelingsletter

Hierbij geeft het getal het niveau weer, dat ook terug te vinden is in de legenda. De letter is de afdelingsaanduiding en wordt gebruikt wanneer er meer afdelingen zijn op hetzelfde niveau. De afdelingsletter is altijd een hoofdletter en wordt meestal zonder nummer gebruikt.
Voorbeeld: 2F is niveau 2e klasse competitie F.
Het competitieniveau en nummer wordt niet vermeld wanneer er slechts één competitie van dit niveau was.
  - Officiële eindstand Eredivisie (getal staat tussen haakjes vermeld)

Sinds de introductie van play-offwedstrijden voor Europees voetbal na afloop van de reguliere competitie in 2005/06, is de KNVB verplicht een eindstand van de Eredivisie door te geven aan de UEFA aan de hand van deze play-offwedstrijden.
Bij deze eindstand staan clubs die zich hebben gekwalificeerd voor Europees voetbal hoger dan clubs die zich niet wisten te kwalificeren. Indien er geen verschil was tussen de eindnotering en de officiële eindstand, staat dit getal niet vermeld.

- Onderafdeling

Hier staat afgekort de naam van de onderafdeling indien de club in dat jaar in een onderafdeling uitkwam. Tevens staat deze afkorting in de legenda en wordt gelinkt naar het artikel over deze onderafdeling. Deze afkorting wordt alleen vermeld wanneer de club in het verleden in verschillende onderafdelingen heeft gespeeld. Deze vermelding is in de staaf altijd in kleine letters. Deze onderafdelingen zijn na het seizoen 1995/96 afgeschaft. Heeft de club in slechts één onderafdeling gespeeld, dan is dit alleen terug te vinden in de legenda.
Onder de staaf staat het jaartal vermeld waarin het seizoen is afgesloten. 15 verwijst naar het seizoen 2014/15 of eventueel het seizoen 1914/15.
Wanneer een staaf leeg is, zijn deze gegevens niet bekend. Het kan ook zijn dat de club dat seizoen niet heeft meegespeeld op het hogere amateurniveau, vroegtijdig de competitie heeft verlaten of uit de competitie is gezet.

In het seizoen 1944/45 was er wegens de Tweede Wereldoorlog geen regulier competitievoetbal.

## Betaald voetbal

### Competitieresultaten 1954–1971
| 4 C |

| 9 B |

| 14 |

| 17 |

| 3 B |

| 1 A |

| 6 |

| 13 |

| 8 |

| 8 |

| 14 |

| 6 |

| 9 |

| 6 |

| 11 |

| 17 |

| 2 |

| Eredivisie     | Hoofdklasse (profniveau)   |
| Eerste divisie | Eerste klasse (profniveau) |

### Seizoensoverzichten
| Resultaten van GVAV sinds de toetreding in het betaald voetbal in 1954 | Resultaten van GVAV sinds de toetreding in het betaald voetbal in 1954 | Resultaten van GVAV sinds de toetreding in het betaald voetbal in 1954 | Resultaten van GVAV sinds de toetreding in het betaald voetbal in 1954 | Resultaten van GVAV sinds de toetreding in het betaald voetbal in 1954 | Resultaten van GVAV sinds de toetreding in het betaald voetbal in 1954 | Resultaten van GVAV sinds de toetreding in het betaald voetbal in 1954 | Resultaten van GVAV sinds de toetreding in het betaald voetbal in 1954 | Resultaten van GVAV sinds de toetreding in het betaald voetbal in 1954 | Resultaten van GVAV sinds de toetreding in het betaald voetbal in 1954 | Resultaten van GVAV sinds de toetreding in het betaald voetbal in 1954 | Resultaten van GVAV sinds de toetreding in het betaald voetbal in 1954 | Resultaten van GVAV sinds de toetreding in het betaald voetbal in 1954                                                                             |
| Seizoen                                                                | Competitie                                                             | Competitie                                                             | Competitie                                                             | Competitie                                                             | Competitie                                                             | Competitie                                                             | Competitie                                                             | Competitie                                                             | Competitie                                                             | Kwalificatie                                                           | KNVB beker                                                             | Bijzonderheid |
| Seizoen                                                                | Divisie                                                                | GW                                                                     | W                                                                      | G                                                                      | V                                                                      | PNT                                                                    | DV                                                                     | DT                                                                     | POS                                                                    | Kwalificatie                                                           | KNVB beker                                                             | Bijzonderheid |
| ---------------------------------------------------------------------- | ---------------------------------------------------------------------- | ---------------------------------------------------------------------- | ---------------------------------------------------------------------- | ---------------------------------------------------------------------- | ---------------------------------------------------------------------- | ---------------------------------------------------------------------- | ---------------------------------------------------------------------- | ---------------------------------------------------------------------- | ---------------------------------------------------------------------- | ---------------------------------------------------------------------- | ---------------------------------------------------------------------- | --- |
| 1954/55                                                                | Eerste klasse A                                                        | 8                                                                      | 4                                                                      | 3                                                                      | 1                                                                      | 11                                                                     | 12                                                                     | 10                                                                     | 5e                                                                     | –                                                                      | Geen bekertoernooi                                                     | GVAV treedt toe tot het betaald voetbal De competitie werd na de fusie van de KNVB en de NBVB niet afgemaakt. Alle teams werden opnieuw ingedeeld. |
| 1954/55                                                                | Eerste klasse C                                                        | 26                                                                     | 14                                                                     | 5                                                                      | 7                                                                      | 33                                                                     | 69                                                                     | 50                                                                     | 4e                                                                     | Hoofdklasse                                                            | Geen bekertoernooi                                                     | GVAV treedt toe tot het betaald voetbal De competitie werd na de fusie van de KNVB en de NBVB niet afgemaakt. Alle teams werden opnieuw ingedeeld. |
| 1955/56                                                                | Hoofdklasse B                                                          | 34                                                                     | 15                                                                     | 7                                                                      | 12                                                                     | 37                                                                     | 68                                                                     | 47                                                                     | 9e                                                                     | Nacompetitie                                                           | Geen bekertoernooi                                                     | Wedstrijden tegen Hermes DVS (3–0 & 0–4), KFC (2–3), NOAD (5–1 & 3–1), RCH (4–0 & 2–3)                                                             |
| 1956/57                                                                | Eredivisie                                                             | 34                                                                     | 9                                                                      | 10                                                                     | 15                                                                     | 28                                                                     | 52                                                                     | 66                                                                     | 14e                                                                    | –                                                                      | 3e ronde                                                               | – |
| 1957/58                                                                | Eredivisie                                                             | 34                                                                     | 10                                                                     | 8                                                                      | 16                                                                     | 28                                                                     | 58                                                                     | 63                                                                     | 17e                                                                    | Rechtstreekse degradatie                                               | Geen deelname                                                          | – |
| 1958/59                                                                | Eerste divisie B                                                       | 28                                                                     | 17                                                                     | 5                                                                      | 6                                                                      | 39                                                                     | 55                                                                     | 32                                                                     | 3e                                                                     | –                                                                      | 3e ronde                                                               | – |
| 1959/60                                                                | Eerste divisie A                                                       | 30                                                                     | 20                                                                     | 5                                                                      | 5                                                                      | 45                                                                     | 61                                                                     | 28                                                                     | 1e                                                                     | Rechtstreekse promotie                                                 | Geen bekertoernooi                                                     | – |
| 1960/61                                                                | Eredivisie                                                             | 34                                                                     | 15                                                                     | 8                                                                      | 11                                                                     | 38                                                                     | 57                                                                     | 51                                                                     | 6e                                                                     | –                                                                      | 2e ronde                                                               | – |
| 1961/62                                                                | Eredivisie                                                             | 34                                                                     | 8                                                                      | 14                                                                     | 12                                                                     | 30                                                                     | 48                                                                     | 61                                                                     | 13e                                                                    | –                                                                      | 4e ronde                                                               | – |
| 1962/63                                                                | Eredivisie                                                             | 30                                                                     | 12                                                                     | 6                                                                      | 12                                                                     | 30                                                                     | 52                                                                     | 47                                                                     | 8e                                                                     | –                                                                      | Kwartfinale                                                            | – |
| 1963/64                                                                | Eredivisie                                                             | 30                                                                     | 11                                                                     | 8                                                                      | 11                                                                     | 30                                                                     | 46                                                                     | 45                                                                     | 8e                                                                     | –                                                                      | 1e ronde                                                               | – |
| 1964/65                                                                | Eredivisie                                                             | 30                                                                     | 8                                                                      | 10                                                                     | 12                                                                     | 26                                                                     | 39                                                                     | 47                                                                     | 14e                                                                    | –                                                                      | 2e ronde                                                               | – |
| 1965/66                                                                | Eredivisie                                                             | 30                                                                     | 12                                                                     | 7                                                                      | 11                                                                     | 31                                                                     | 43                                                                     | 43                                                                     | 6e                                                                     | –                                                                      | Groepsfase                                                             | – |
| 1966/67                                                                | Eredivisie                                                             | 34                                                                     | 13                                                                     | 8                                                                      | 13                                                                     | 34                                                                     | 48                                                                     | 44                                                                     | 9e                                                                     | Plaatsing voor Intertoto Cup 1967                                      | 1e ronde                                                               | – |
| 1967/68                                                                | Eredivisie                                                             | 34                                                                     | 10                                                                     | 16                                                                     | 8                                                                      | 36                                                                     | 38                                                                     | 35                                                                     | 6e                                                                     | –                                                                      | Groepsfase                                                             | – |
| 1968/69                                                                | Eredivisie                                                             | 34                                                                     | 8                                                                      | 12                                                                     | 14                                                                     | 28                                                                     | 32                                                                     | 48                                                                     | 11e                                                                    | Plaatsing voor Intertoto Cup 1969                                      | 3e ronde                                                               | – |
| 1969/70                                                                | Eredivisie                                                             | 34                                                                     | 7                                                                      | 8                                                                      | 19                                                                     | 22                                                                     | 20                                                                     | 45                                                                     | 17e                                                                    | Rechtstreekse degradatie                                               | Halve finale                                                           | – |
| 1970/71                                                                | Eerste divisie                                                         | 30                                                                     | 16                                                                     | 11                                                                     | 3                                                                      | 43                                                                     | 38                                                                     | 7                                                                      | 2e                                                                     | Rechtstreekse promotie                                                 | Kwartfinale                                                            | GVAV gaat verder als FC Groningen |

### Topscorers
- 1954/55:  Rikkert La Crois (4)
- 0000000  Jaap van Oosten (21)
- 1955/56:  Johnny de Grooth (19)
- 1956/57:  Johnny de Grooth (11)
0000000  Piet de Koe (11)
- 1957/58:  Rikkert La Crois (15)
- 1958/59:  Sepp Seemann (14)
- 1959/60:  Rikkert La Crois (19)
- 1960/61:  Piet Fransen (16)
- 1961/62:  Rikkert La Crois (16)
- 1962/63:  Klaas Nuninga (14)
- 1963/64:  Klaas Nuninga (14)
- 1964/65:  Albert Alma (9)
0000000  Gerrit van Tilburg (9)
- 1965/66:  Gerrit van Tilburg (11)
- 1966/67:  Ole Fritsen (16)
- 1967/68:  Keld Pedersen (9)
- 1968/69:  Frans Guns (6)
0000000  Keld Pedersen (6)
- 1969/70:  Henk Oosterwold (3)
- 1970/71:  Bjarne Jensen (15)

### Trainers
- 1935–1944:  Menno Wierema
- 1944–1947:  Henk Oostinga
- 1948–1962:  Otto Bonsema
- 1962–1965:  Tinus van der Pijl
- 1963–0000:  Jaap Plenter (a.i.)
- 1963–1964:  Wim de Bois (a.i.)
- 1965–1969:  Ludwig Veg
- 0000–1970:  Jan de Jong
- 1970–1971:  Ron Groenewoud

## Meeste officiële wedstrijden en doelpunten (tot 1971)
| Piet Fransen      | Middenvelder | 416 |
| Otto Roffel       | Doelman      | 384 |
| Klaas Buist       | Verdediger   | 383 |
| Rikkert La Crois  | Aanvaller    | 361 |
| Johnny de Grooth  | Middenvelder | 290 |
| Ap Jansen         | Verdediger   | 287 |
| Martin Koeman     | Verdediger   | 281 |
| Tonny van Leeuwen | Doelman      | 262 |
| Abel Alting jr.   | Verdediger   | 243 |
| Thomas Hazeveld   | Aanvaller    | 234 |
| Henny Taatgen     | Verdediger   | 214 |
| Jan Jeltema       | Verdediger   | 207 |
| Henk Meuken       | Aanvaller    | 205 |
| Siep Benninga     | Verdediger   | 199 |
| Ferry Pettersson  | Verdediger   | 198 |

| Thomas Hazeveld  | Aanvaller    | 197 |
| Rikkert La Crois | Aanvaller    | 170 |
| Chris Pals sr.   | Aanvaller    | 114 |
| Johnny de Grooth | Middenvelder | 107 |
| Jaap Hazeveld    | Aanvaller    | 88  |
| Piet Fransen     | Aanvaller    | 77  |
| Jaap van Oosten  | Aanvaller    | 76  |
| Tonnis Prins     | Aanvaller    | 66  |
| Henny Oostinga   | Aanvaller    | 54  |
| Alie Kruger      | Middenvelder | 52  |
| Bé Kuiper        | Middenvelder | 51  |
| Appie Dekker     | Middenvelder | 47  |
| Piet de Koe      | Aanvaller    | 47  |
| Henk Meuken      | Aanvaller    | 43  |
| Otto Bonsema     | Aanvaller    | 42  |

## Bekende (oud-)spelers
- Willem van der Ark
- Shutlan Axwijk
- Leandro Bacuna
- Said Bakkati
- Steven de Blok
- Arjan Ebbinge
- Kurt Elshot
- Martin Drent
- Martin Koeman
- Anton Jongsma

## Voetnoten
Amicitia VMC · Be Quick 1887 · Blauw Geel '15 · DIO Groningen · DIVA '83 · VV Engelbert · GSAVV Forward · VV GEO · VV Glimmen · VV Gorecht · GRC Groningen · Groen-Geel · VV Groningen · VV Groninger Boys · VV Gruno · GVAV-Rapiditas · VV Haren · VV Helpman · HFC'15 · Italian Boys · Kids United · GSVV The Knickerbockers · FC Lewenborg · Lycurgus · VV Mamio · VV Omlandia · Oosterparkers · Oranje Nassau · PKC '83 · VV Potetos · SC Stadspark · Sv TEO · Velocitas 1897 · VVK · SV Woltersum